# Бендиксен, Арне
Арне Йоахим Бендиксен (норв. Arne Joachim Bendiksen; 19 октября 1926 — 26 марта 2009) — норвежский певец, композитор и продюсер, которого в Норвегии называли «отцом поп-музыки».

## Карьера
Бендиксен родился в Бергене, Норвегия. В 1950-х, 1960-х и 1970-х он был главной фигурой норвежской популярной музыки. Сначала как член группы The Monn Keys, позже как солист и композитор для других исполнителей. Кроме написания собственных песен, он также перевёл много иностранных хитов на норвежский язык, сделав их норвежскими хитами. Арне Бендиксен несколько раз участвовал в отборах Норвежского конкурса песни «Евровидение», как исполнитель, так и автор песен. Трижды представлял Норвегию на Евровидении как певец; в 1964 г. (Евровидение 1964 г.) с песней Spiral, в 1973 г. (конкурс песни Евровидения 1973 г.) с песней Å, for et spill и в 1974 г. (Конкурс песни Евровидения 1974 г.)) с песней Hvor er du? . Четыре раза он участвовал в роли композитора, наиболее запомнившегося как автор песни Intet er nytt under solen для Осе Кливленда во время выступления в 1966 году (Евровидение), занявшей третье место.
Начиная с 1964 года, он был главой собственной звукозаписывающей компании. Благодаря ему такие популярные артисты, как Венче Майре и Кирсти Спарбое, добились популярности. Однако в финале песенного конкурса Евровидения 1969 года Норвегия получила всего 1 балл за песню Oj, oj, oj, så glad jeg skal bli, которую сочинил Арне Бендиксен и исполнила Кирсти Спарбое .
Арне не пал духом и продолжал сочинять и исполнять песни в течение 1970-х годов. В 1980-х годах он выпустил свою главную детскую работу Barnefest i Andeby — Детская вечеринка в Дакбурге — кассету, наполненную запоминающими песнями о разных героях Диснея, населяющих вымышленный город. Эта популярная кассета получила продолжение, выпущенное специально к Рождеству, под названием Jul и Andeby — Рождество в Дакбурге .
В июне 2006 года его новая, собственноручно составленная детская музыкальная сцена дебютировала в маленькой начальной школе «Фьелстранд Сколе» в Несоддене, Акерсхус .
Арне Бендиксен умер 26 марта 2009 года после непродолжительной болезни. Причиной смерти стала сердечная недостаточность.

## Известные песни
- «Jeg vil ha en blå ballong»
- «Intet er nytt under solen»
- «Oj, oj, oj, så glad jeg skal bli»
- "Lykken er. . . "
- "Og han kvakk-, kvakk-, kvakk-, kvakk-, kvakker når han ser, pengene blir fler 'og fler'! "
- «Knekke egg»
- «Det blir ikke regn и dag»